# Loxostege oberthuralis
Loxostege oberthuralis là một loài bướm đêm trong họ Crambidae.